# Giovanna Winterfeldt
Giovanna Winterfeldt (* 27. Februar 1991) ist eine deutsche Synchronsprecherin, Hörbuchsprecherin, Sängerin und Fernsehmoderatorin.

## Werdegang

### Synchronsprecherin
Giovanna Winterfeldt ist die Tochter der Schauspielerin Sabine Winterfeldt, die ebenfalls in der Synchronbranche tätig ist, und fing so schon als Jugendliche mit dem Synchronisieren an.
In der Comedyserie Neds ultimativer Schulwahnsinn vertonte sie Chandra Taylor (Marquise Brown), in der Teen-Drama-Serie The Secret Life of the American Teenager Ashley Juergens (India Eisley) und in Dexter Astor Bennett (Christina Robinson).
2011 sprach Winterfeldt in den Anime-Serien Maid-sama die Kellnerin Subaru und in Samurai Girls den Heißsporn Sen. Dazu lieh sie dem Pony Sweetie Belle in My Little Pony – Freundschaft ist Magie und Wendy Corduroy in Willkommen in Gravity Falls ihre Stimme. Winterfeldt synchronisierte auch Kandyse McClure als Dr. Clementine Chasseur in Hemlock Grove, Halston Sage als Brooke in Bad Neighbors sowie Lorelei Linklater als Samantha in dem Filmdrama Boyhood und Nicola Peltz als Tessa Yaeger in Transformers: Ära des Untergangs.
Sie sprach auch Denisea Wilson als Katie Rice in Emma, einfach magisch und Yuzuki in Selector Infected Wixoss. Von 2016 bis 2019 war Winterfeldt außerdem die deutsche Stimme von Madison Hu (als Frankie Wong) in der Disney-Produktion Bizaardvark. Sie sprach Ashleigh Murray als Josie McCoy in den ersten beiden Staffeln der Netflixserie Riverdale. Seit 2017 spricht sie auch Abigail Lawrie als Anna Worth in der Sky-Atlantic-Serie Tin Star.
Von 2006 bis 2008 nahm Winterfeldt Gesangsunterricht bei Almut Kühne, ab 2009 bei Annerose Schloussen. Sie ist zudem die Frontsängerin der Band Eternal Quest Seit 2013 studiert Giovanna Winterfeldt an der Deutschen Film- und Fernsehakademie Berlin (DFFB) Drehbuch.
2015 unterstützte Winterfeldt die deutsche Sängerin Ann Sophie als Backing Vocal während des 60. Eurovision Song Contests in Wien. Als Singstimme ist sie auch in diversen Barbie-Filmen zu hören sowie im Monster-High- und Pokémon-Franchise.
Im Hörspiel trat sie Ende 2021 im Auftakt zur zweiten Staffel der Reihe Howard Phillips Lovecraft – Chroniken des Grauens auf.
Sie ist nach eigenen Angaben entgegen anders lautenden Berichten auch weiterhin als Synchronsprecherin tätig.

### Mitarbeiterin von Julian Reichelt
Seit März 2023 moderiert sie gelegentlich bei der vom ehemaligen Bild-Chefredakteur Julian Reichelt initiierten Sendung Achtung, Reichelt! auf YouTube. Seit Juli 2023 moderiert Winterfeldt ihre eigene Sendung Gio unzensiert auf der von Julian Reichelt betriebenen rechtspopulistischen Medienplattform Nius. Das Motto der Sendung wird als „Schluss mit Verlogenheit im Social-Versum! Volle Breitseite gegen Cancel Culture, Transgender- und Woke-Wahnsinn“ bezeichnet.
Das Projekt de:hate der Amadeu Antonio Stiftung kommentiert hierzu (veröffentlicht am 24. August 2023 auf Belltower.News) kritisch: „Giovanna Winterfeldt präsentiert bei „NIUS“ generalisierte Menschenfeindlichkeit, kunterbunt im satirischen Format, das mit Neon-Flamingos und Popkultur verharmlost.“

### COVID-19-Pandemie
Giovanna Winterfeldt beteiligte sich während der COVID-19-Pandemie in Deutschland an der Protestaktion #allesaufdentisch. Sie ist zusammen mit Miriam Stein Mitinitiatorin der von Schauspielern gegründeten Organisation „Friedlich zusammen“.

### Privates
Giovanna Winterfeldt lebt in Berlin. Sie ist Mutter von zwei Kindern.

## Synchronrollen (Auswahl)
Christina Robinson
- 2008–2011/2013: Dexter als Astor
- 2016: Emma’s Chance als Lexi Smith

Grey DeLisle
- 2012: Mission Scooby-Doo als Daphne Blake (Gesang)
- 2013–2014: Randy Cunningham: Der Ninja aus der 9. Klasse als Flötistin

Jaylen Barron
- 2013: Bones – Die Knochenjägerin als Ashley Otton
- 2017–2019: Zoe und Raven als Zoe Phillips

Peyton Kennedy
- 2018: Everything Sucks! als Kate Messner
- 2018–2019: Grey’s Anatomy als Britney Dickinson alias Betty Nelson

### Filme
- 2008: Für Kristin Cavallari in Fingerprints als Crystal
- 2011: Für Stacey Asaro in Miami Magma als Shauna
- 2012: Für Lola Créton in Die wilde Zeit als Christine
- 2014: Für Halston Sage in Bad Neighbors als Brooke
- 2014: Für Nicola Peltz in Transformers: Ära des Untergangs als Tessa Yaeger
- 2015: Für Perla Haney-Jardine in Steve Jobs als Lisa Brennan (19 Jahre)
- 2017: Für Greta Onieogou in Undercover Grandpa als Angie Wagner
- 2018: Für Erin Kellyman in Solo: A Star Wars Story als Enfys Nest
- 2018: Für Elvire Emanuelle in First Match als Monique
- 2020: Für Lily Sullivan in Das Mädchen deiner Träume als Lucy
- 2022: Für Masato Jinbo in The quintessential quintuples als Miku Nakano
- 2022: Für Keke Palmer in Lightyear als Izzy Hawthorne

### Serien
- 2011–2019: Für Claire Corlett in My Little Pony – Freundschaft ist Magie als Sweetie Belle
- 2012–2018: Für Mae Whitman in Die Drachenreiter von Berk als Heidrun
- 2013–2016: Für Linda Cardellini in Willkommen in Gravity Falls als Wendy Corduroy (1. Stimme)
- 2015: Für Gillian Jacobs in Girls als Mimi-Rose Howard
- 2015: Für Emily Brundige in Hinter der Gartenmauer als Sara
- 2015–2018: Für Freema Agyeman in Sense8 als Amanita
- seit 2018: Für Diona Reasonover in Navy CIS als Kasie Hines
- 2020: Für Moses Ingram in Das Damengambit als Jolene
- 2020–2024: Für Tawny Newsome in Star Trek: Lower Decks als Ensign Beckett Mariner
- 2021: Für Hannah van der Westhuysen in Fate: The Winx Saga als Stella
- 2021: Für Erin Kellyman in The Falcon and the Winter Soldier als Karli Morgenthau
- 2021: Für Hailee Steinfeld in Arcane als VI
- 2021–2023: Für Jordan Alexander in Gossip Girl als Julien Calloway
- 2023: für Fola Evans-Akingbola in The Night Agent als Chelsea Arrington

### Videospiele
- 2020: Emily Woo Zeller in Cyberpunk 2077 als Panam Palmer
- 2023: Ella Balinska in Forspoken als Frey Holland
- 2023: Erica Lindbeck in Hi-Fi RUSH als Peppermint

## Hörbücher
- 2022: Amanda Joy: A RIVER OF ROYAL BLOOD – RIVALINNEN, Argon Verlag, ISBN 978-3-7324-5751-9 (Hörbuch-Download)
- 2023: Amanda Joy: A River of Royal Blood – Schwestern, Argon Verlag, ISBN 978-3-7324-5752-6 (Hörbuch-Download)